# Callopistria chloriza
Callopistria chloriza är en fjärilsart som beskrevs av Achille Guenée 1852. Callopistria chloriza ingår i släktet Callopistria och familjen nattflyn. Inga underarter finns listade i Catalogue of Life.